# Сен-Пе-сюр-Нивель
Сен-Пе-сюр-Ниве́ль (фр. Saint-Pée-sur-Nivelle) — коммуна во Франции, находится в регионе Аквитания. Департамент — Атлантические Пиренеи. Входит в состав кантона Юстариц — Валле-де-Нив и Нивель. Округ коммуны — Байонна.
Код INSEE коммуны — 64495.

## География

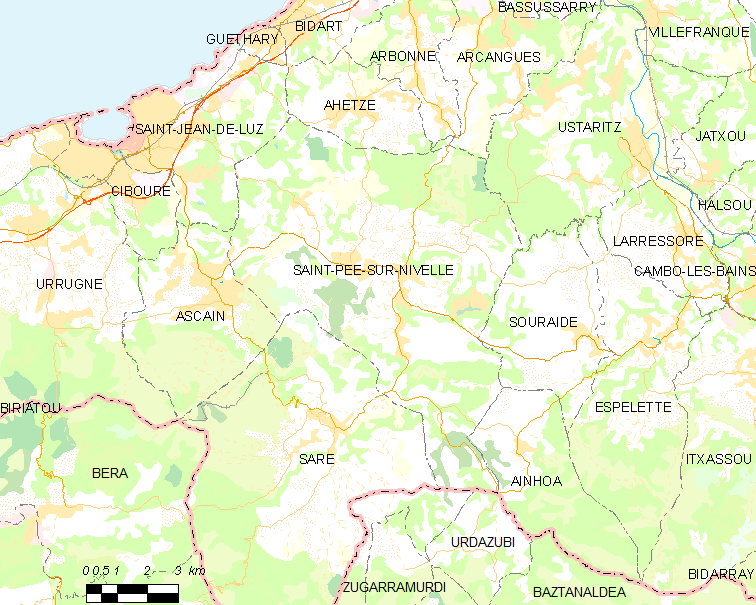
Карта коммуны

Коммуна расположена приблизительно в 690 км к юго-западу от Парижа, в 185 км юго-западнее Бордо, в 100 км к западу от По.
По территории коммуны протекает река Нивель.

### Климат
Климат тёплый океанический. Зима мягкая, средняя температура января — от +5°С до +13°С, температуры ниже −10 °C бывают редко. Снег выпадает около 15 дней в году с ноября по апрель. Максимальная температура летом порядка 20-30 °C, выше 35 °C бывает очень редко. Количество осадков высокое, порядка 1100 мм в год. Характерна безветренная погода, сильные ветры очень редки.

## Население
Население коммуны на 2010 год составляло 5707 человек.
| 1962 | 1968 | 1975 | 1982 | 1990 | 1999 | 2010 |
| ---- | ---- | ---- | ---- | ---- | ---- | ---- |
| 2239 | 2422 | 2567 | 3056 | 3463 | 4353 | 5707 |

## Администрация
| Период | Период | Фамилия          | Партия                   | Примечания |
| ------ | ------ | ---------------- | ------------------------ | ---------- |
| 1995   | 2001   | Пьер Иригуайан   |                          |            |
| 2001   | 2014   | Кристин Бессонар | Демократическое движение |            |
| 2014   | 2020   | Пьер-Мари Нусбом | Разные правые            |            |

## Экономика
В 2010 году среди 3775 человек трудоспособного возраста (15-64 лет) 2826 были экономически активными, 949 — неактивными (показатель активности — 74,9 %, в 1999 году было 66,1 %). Из 2826 активных жителей работали 2585 человек (1355 мужчин и 1230 женщин), безработных было 241 (105 мужчин и 136 женщин). Среди 949 неактивных 322 человека были учениками или студентами, 370 — пенсионерами, 257 были неактивными по другим причинам.

## Достопримечательности
- Замок Сен-Пе (XV век). Исторический памятник с 1925 года[4]
- Средневековый мост Амоц через реку Нивель. Исторический памятник с 1987 года[5]
- Мост Ибаррон (XIII век). Исторический памятник с 1984 года[6]

## Города-побратимы
- Альсасуа (Испания, с 1993)

## Фотогалерея

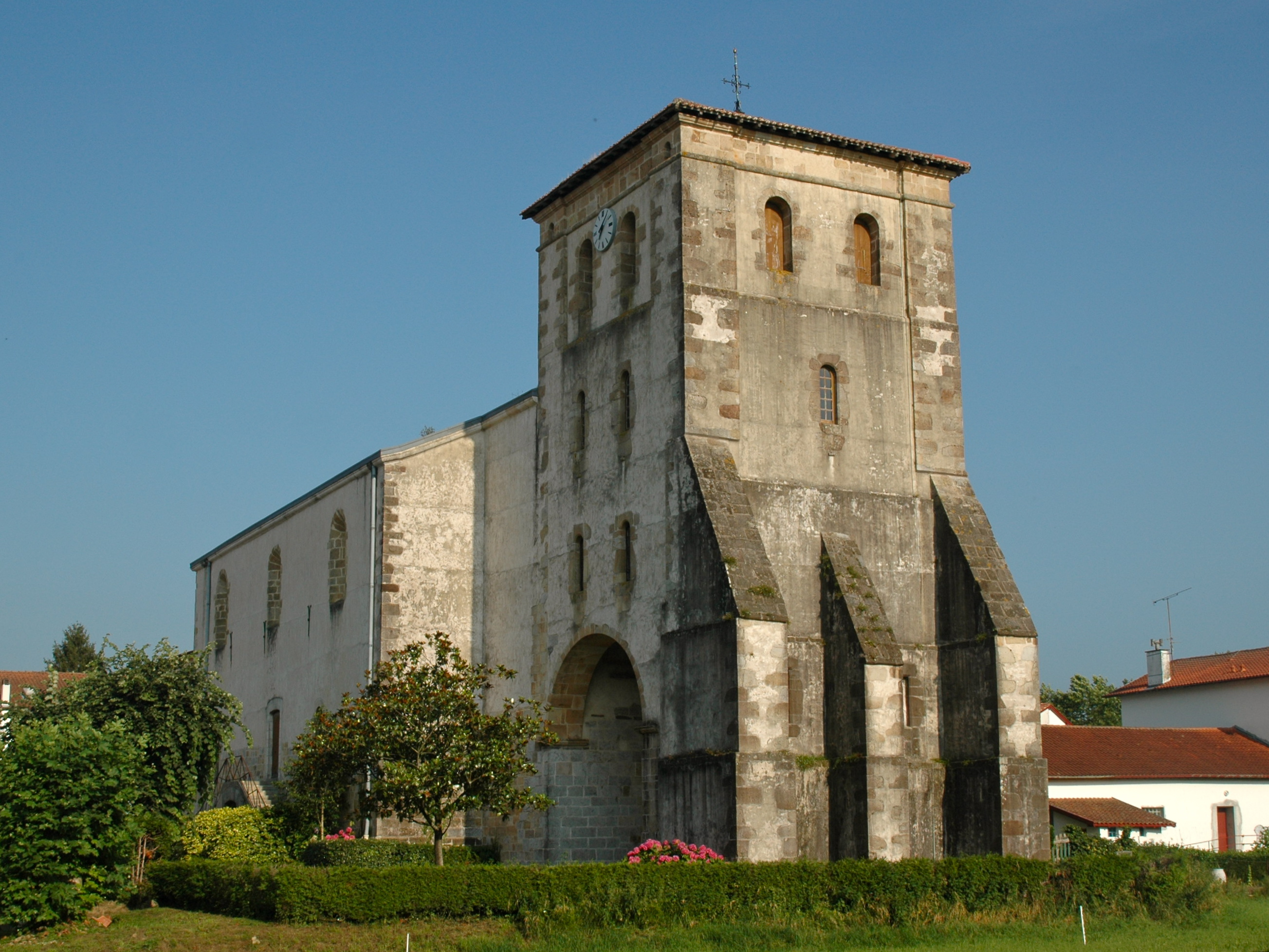
Церковь
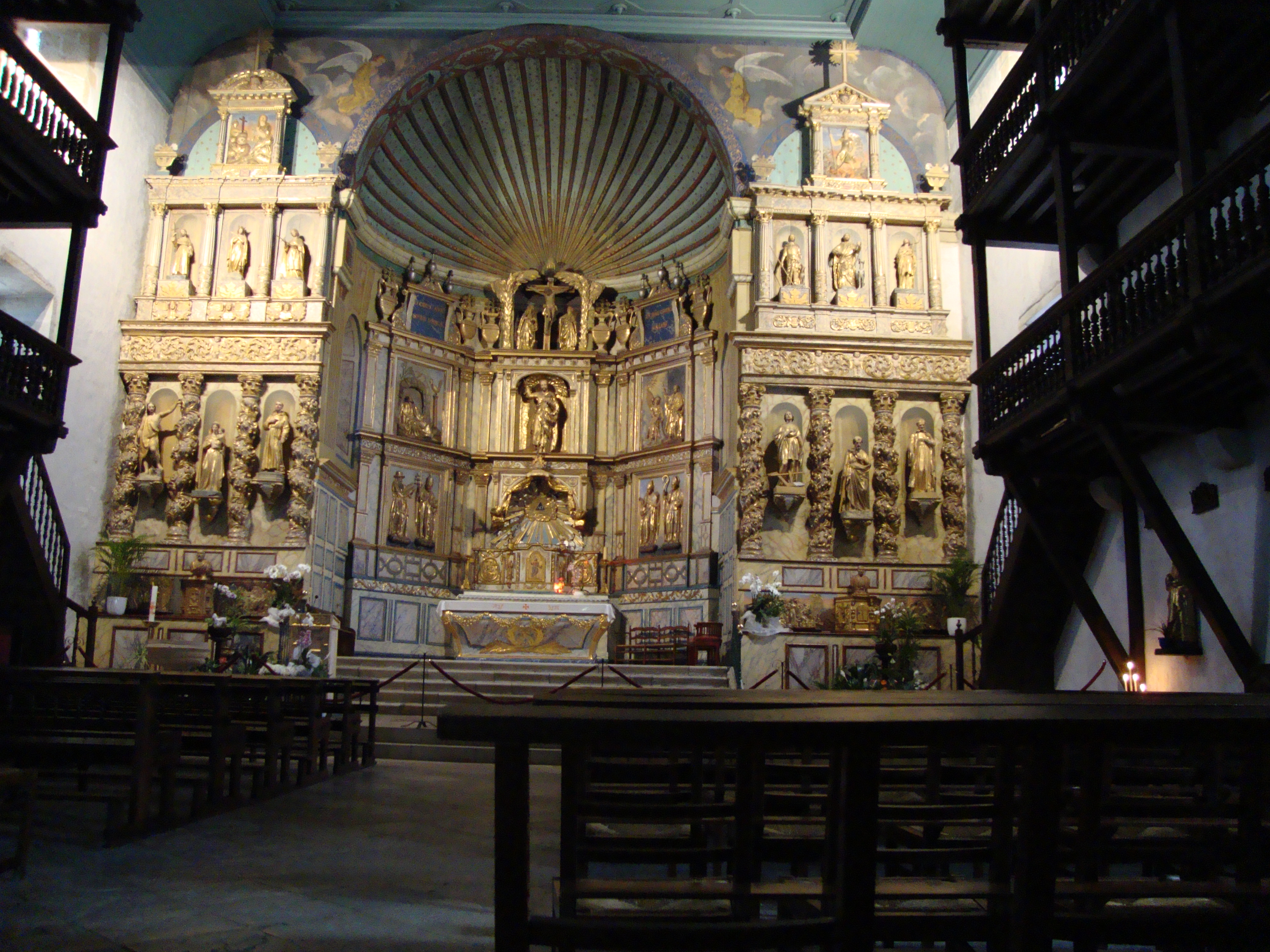
Интерьер церкви
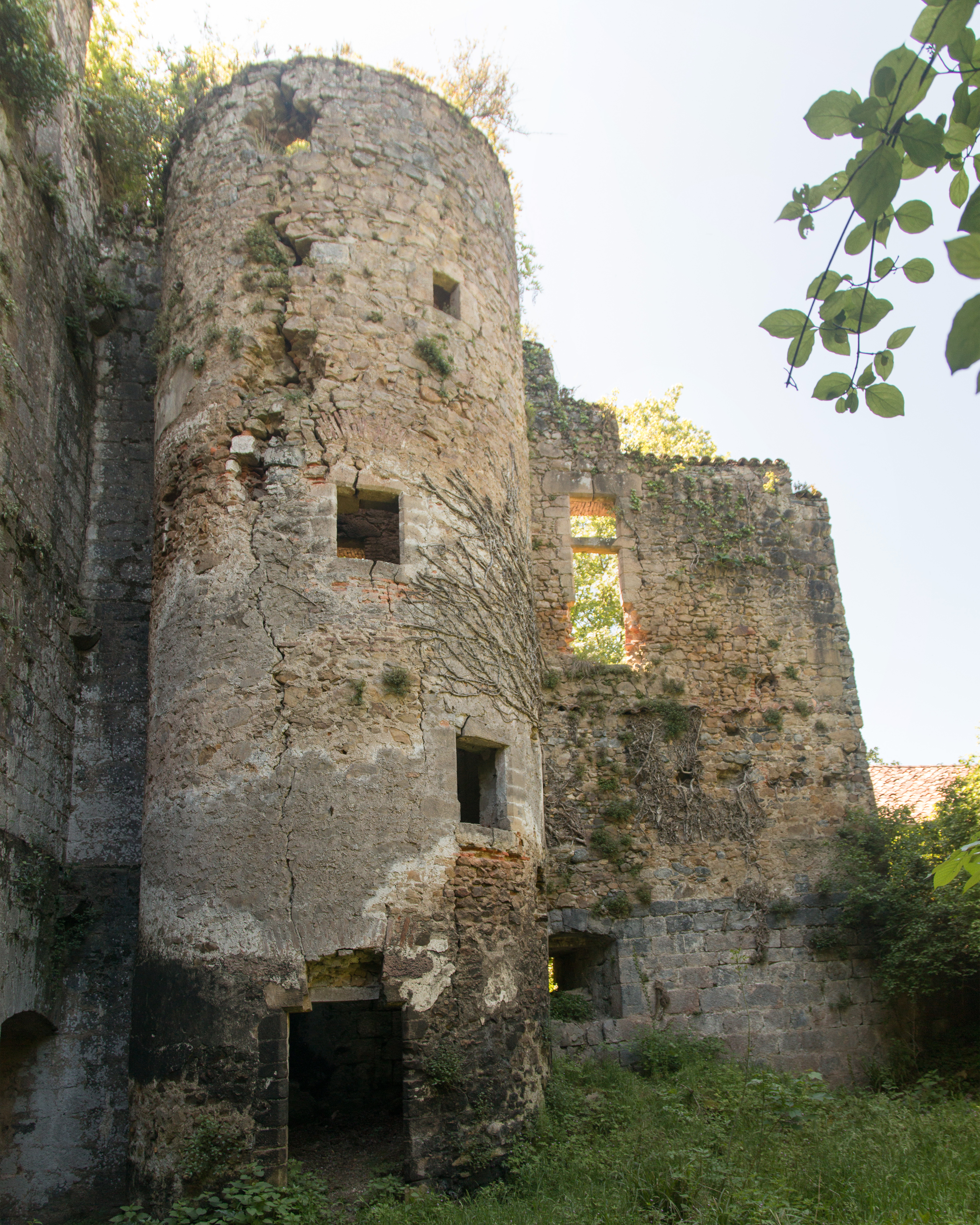
Замок
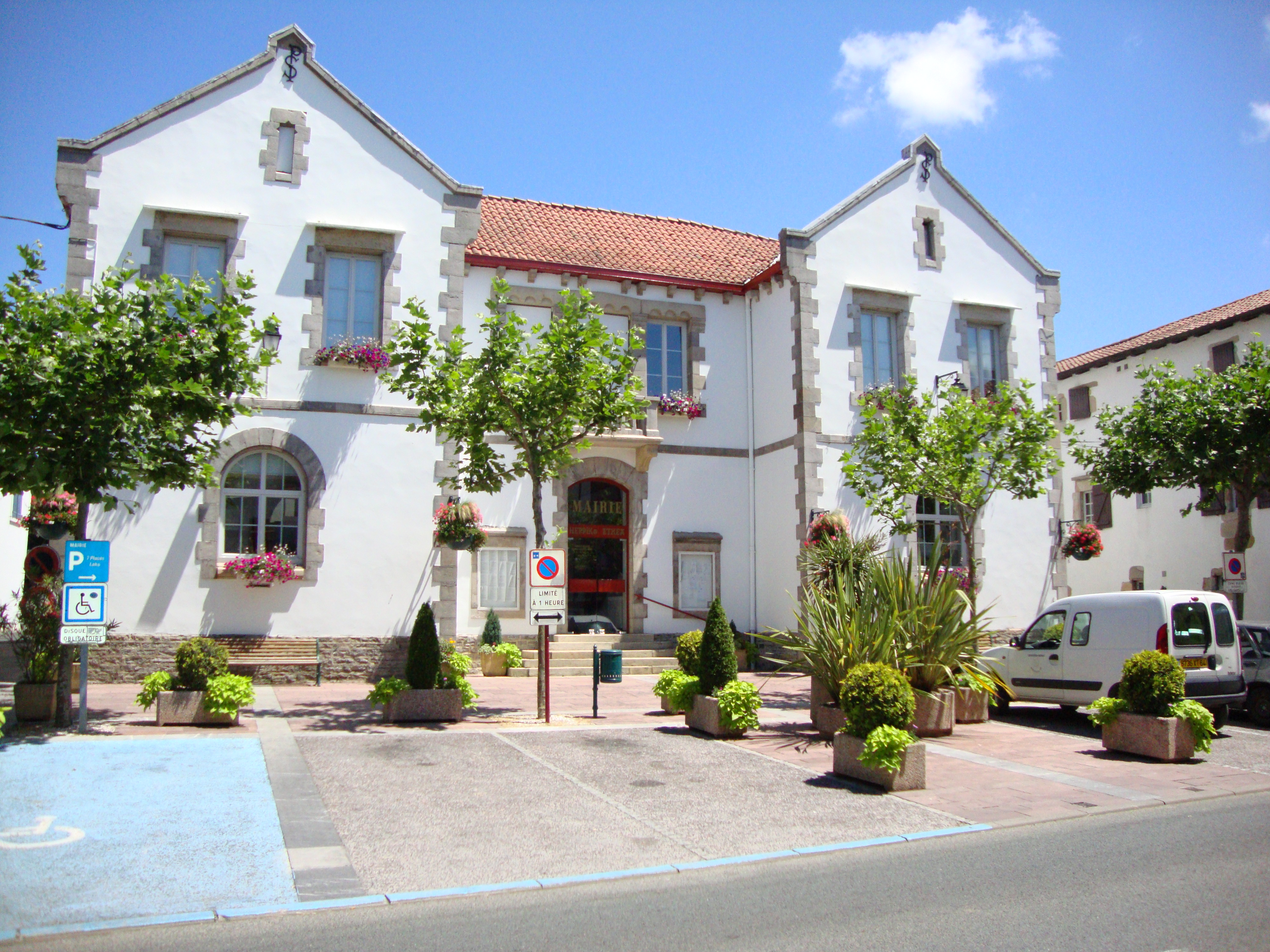
Мэрия
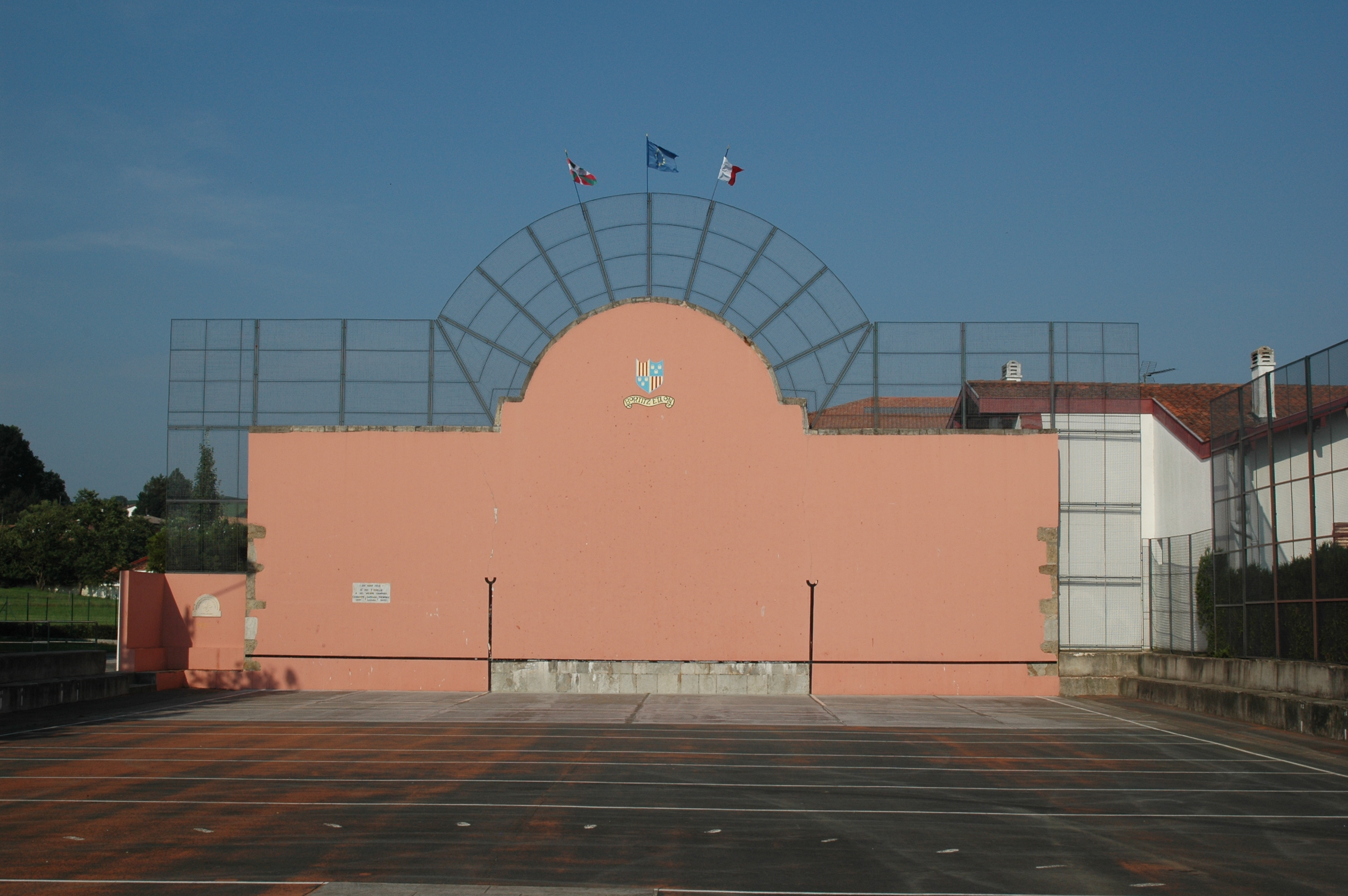
Фронтон (площадка для игры в пелоту)
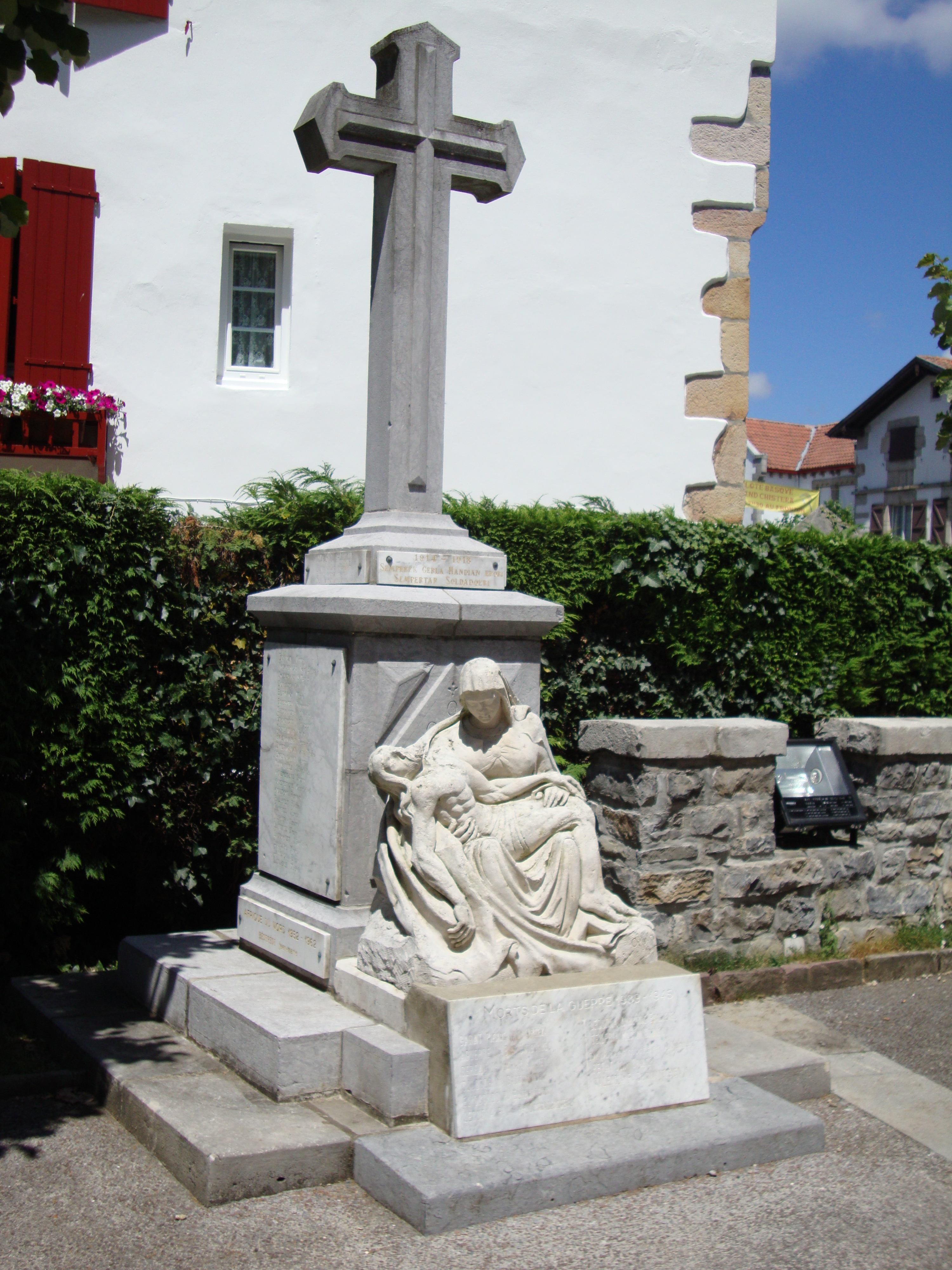
Военный мемориал
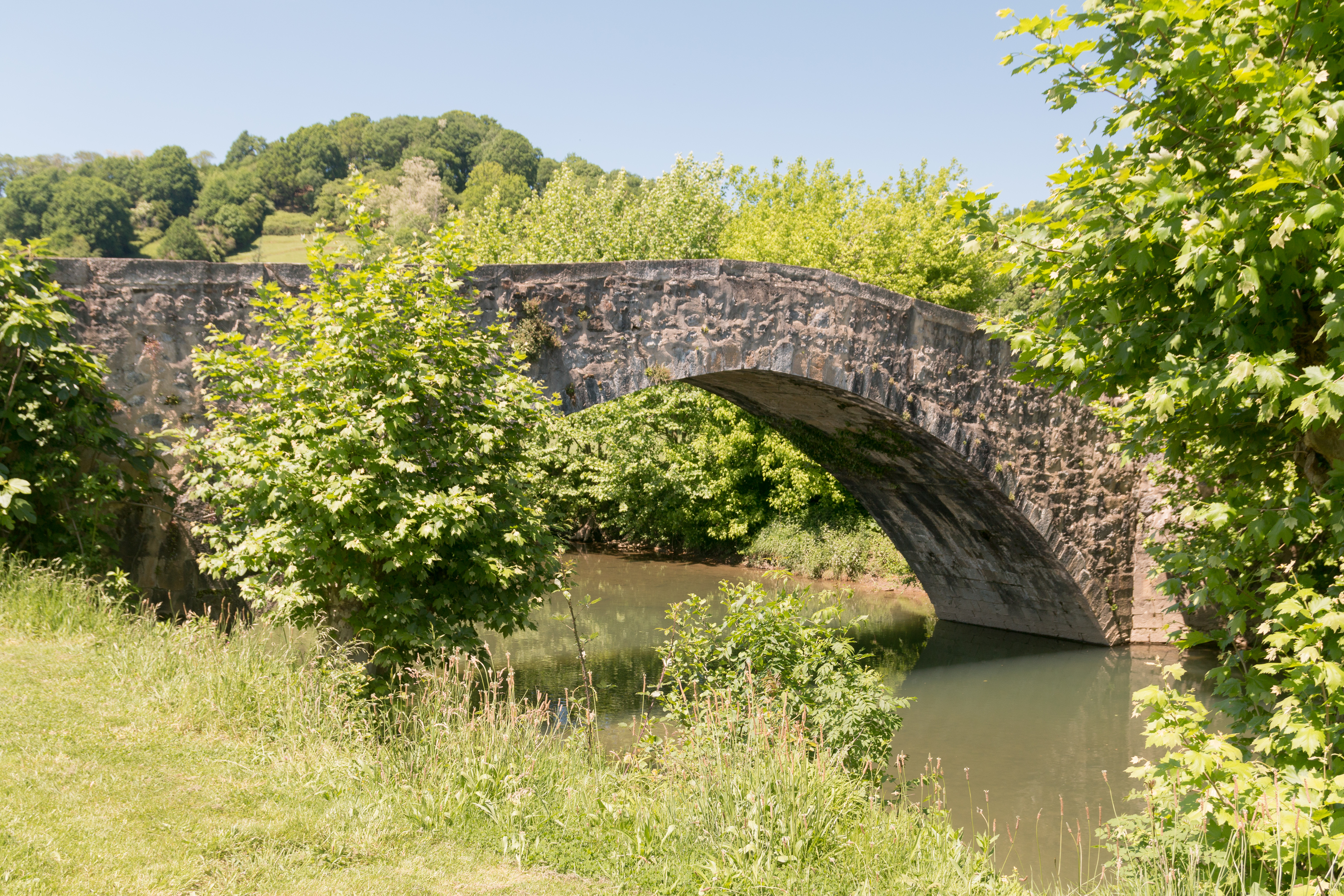
Мост Ибаррон